# Julius Strobl
Julius Strobl (* 21. April 1868 in Bruck an der Leitha; † 29. Dezember 1932 in Wien) war ein österreichischer Schauspieler.

## Leben
Der Sohn eines k.k. Obersts musste seine militärische Karriere 1888 wegen einer Lungenerkrankung abbrechen. Er wurde Schauspieler und trat 1890 ein Engagement am Volkstheater in Wien an.
1891 ging er nach Berlin und trat am dortigen Wallner-Theater auf. 1892 schiffte er sich nach den USA ein und gehörte in New York zum Ensemble des Irving Place Theatre. Bei Tourneen spielte er auch in anderen amerikanischen Großstädten.
1900 kehrte er nach Europa zurück und agierte in Hannover und einige Jahre später in Wien am Theater in der Josefstadt. Ab 1915 übernahm er auch kleinere Filmrollen, in denen er Adlige und andere einflussreiche Persönlichkeiten darstellte. 1919 wurde er Vizepräsident des Deutsch-österreichischen Bühnen-Vereins und 1922 des Filmbundes.

## Filmografie
- 1915: Zwillingsbrüder
- 1917: Der Viererzug
- 1918: Ihre beste Rolle
- 1918: Der letzte Erbe von Lassa
- 1920: Anita / Trance
- 1920: Freut Euch des Lebens
- 1920: Die Geheimnisse von London – Die Tragödie eines Kindes
- 1920: Elixiere des Teufels
- 1920: Ninon de Lenclos
- 1920: Die Frau in Weiß
- 1921: Die Schauspielerin des Kaisers
- 1921: Im Banne der Kralle
- 1921: Hotel Tartarus
- 1921: Das Rätsel der Gerty Sering
- 1922: Faustrecht
- 1922: Revanche / Die schwarze Lou
- 1922: Olga Frohgemut
- 1923: Irrlichter der Tiefe / Wankende Erde
- 1924: Hotel Potemkin
- 1925: Der ungebetene Gast
- 1927: Im Schatten des elektrischen Stuhls
- 1929: Champagner